# Ernest Glover
Ernest Glover (Sheffield, 19 febbraio 1891 – Sheffield, 13 aprile 1954) è stato un mezzofondista britannico.

## Palmarès
- Giochi olimpici

Stoccolma 1912: bronzo nella corsa campestre a squadre.
- Campionati internazionali di corsa campestre

Caerleon 1911: oro a squadre.
Edimburgo 1912: oro a squadre.
Juvisy-sur-Orge 1913: oro a squadre, argento individuale.
Amersham 1914: oro a squadre, bronzo individuale.